# 셀린 셰케르지
셀린 셰케르지(튀르키예어: Selin Şekerci, 1989년 6월 1일 ~ )는 터키의 배우이다.